# Vesto Slipher
Vesto Melvin Slipher (ur. 11 listopada 1875 w Mulberry, zm. 8 listopada 1969 w Flagstaff) – amerykański astronom, jeden z pionerów astronomii pozagalaktycznej. Laureat szeregu nagród: Medalu Henry’ego Drapera (1932), Złotego Medalu Królewskiego Towarzystwa Astronomicznego (1933) i Medalu Bruce (1935).
Slipher badał obiekty, które później zidentyfikowano jako galaktyki. Odkrył, że układy te oddalają się od Drogi Mlecznej; była to podstawa odkrycia rozszerzania się Wszechświata. Zrobił to, obserwując przesunięcie ku czerwieni i wyjaśniając je efektem Dopplera.

## Dorobek naukowy
Slipher jako pierwszy użył spektroskopii do mierzenia prędkości radialnych „mgławic spiralnych”, gdy nie wiedziano jeszcze, że są one odległymi galaktykami. Jako jeden z pierwszych zasugerował, że Wszechświat jest większy niż nasza Galaktyka. W 1912 roku w Obserwatorium Lowella we Flagstaff w Arizonie zaobserwował linie widma M104 przesunięte ku czerwieni. Na podstawie tych linii wywnioskował, że obiekt ten oddala się z prędkością 3,6 mln km/h – zbyt szybko, żeby mógł znajdować się w Drodze Mlecznej. Pierwszy pomiar wykonał dla mgławicy M31, uzyskując wartość 300 km/s skierowaną w naszą stronę. W następnych latach pomierzył prędkości wielu innych galaktyk spiralnych, z których – jak się okazało – większość oddala się od nas, z prędkościami znacznie przekraczającymi te dla gwiazd.
Te odkrycia, wsparte późniejszymi obserwacjami Miltona Humasona, posłużyły George'owi Lemaître'owi oraz (niezależnie) Edwinowi Hubble'owi do sformułowania związku między odległościami galaktyk a ich „prędkościami ucieczki” od nas, zwanego prawem Hubble’a-Lemaître’a.